# فیتز هال
فیتز هال (انگلیسی: Fitz Hall؛ زادهٔ ۲۰ دسامبر ۱۹۸۰) یک بازیکن فوتبال اهل بریتانیا است.